# Hiroyuki Abe
Hiroyuki Abe (阿部 浩之 Abe Hiroyuki?), född 5 juli 1989, är en japansk fotbollsspelare som spelar för Nagoya Grampus.

## Klubbkarriär
I december 2019 värvades Abe av Nagoya Grampus.

## Landslagskarriär
Hiroyuki Abe spelade tre landskamper för det japanska landslaget under 2017.